# Sonic Dash
Sonic Dash (с англ. — «Соник: Забег») — видеоигра в жанре платформер из серии Sonic the Hedgehog, разработанная студией Hardlight для устройств под управлением iOS, Android, Windows Phone и Windows 8.1, а также для аркадных автоматов под названием Sonic Dash Extreme. Игра была выпущена компанией Sega в 2013 году.
Действие игры проходит на уровне «Seaside Hill» из трёхмерного платформера Sonic Heroes. Игровой процесс Sonic Dash аналогичен предыдущим частям серии, однако здесь игровой персонаж всегда самостоятельно бежит по уровню, а от игрока требуется совершать прыжки и уклоняться от врагов.
После выхода платформер был в основном положительно оценён прессой и сопутствовал коммерческий успех. Журналисты хвалили игровой процесс, но критиковали небольшое количество локаций. В 2015 году вышло продолжение игры под названием Sonic Dash 2: Sonic Boom, основанное на мультсериале «Соник Бум».

## Игровой процесс
Sonic Dash выполнена в трёхмерной графике. Действие игры происходит на трёх уровнях — «Seaside Hill», «Temple» и «Beach», которые плавно переходят в друг друга. В отличие от других игр серии, в Sonic Dash, подобно Temple Run и Rayman Jungle Run, управлять героем не нужно, так как он сам автоматически всегда будет бежать вперёд. При этом игрок должен контролировать персонажа с помощью жестов на сенсорном экране, стараясь уклоняться от препятствий и врагов и собирать разбросанные по уровню кольца. После прохождения определённого отрезка, персонаж сражается с боссом — это может быть доктор Эггман или монстр Зазз из Sonic Lost World. В игре также можно купить или разблокировать различные бонусы, такие как дополнительные жизни, магниты, притягивающие кольца и другие. Существует система достижений и наград, которые даются за выполнение определённых заданий.
На выбор игрока предоставляется несколько персонажей: ёжик Соник, лисёнок Тейлз, ехидна Наклз, ежиха Эми Роуз, ёж Шэдоу, кошка Блейз, ёж Сильвер, летучая мышь Руж, крольчиха Крим и многие другие. В версии для Android также доступно два дополнительных персонажа — робот Андроид и ёж-дроид Андроник, представляющий собой того же Андроида с изменённым скином; а в издании для смартфона Fire Phone присутствует эксклюзивный персонаж хамелеон Эспио.

## Разработка и выход игры
Созданием Sonic Dash занималась студия Hardlight. Первое сообщение о неанонсированных играх серии Sonic the Hedgehog сделал представитель Sega в Европе, заявив в интервью журналу Toys ’n’ Playthings, что в 2013 году издатель планирует выпустить несколько проектов с участием Соника, в том числе и для мобильных устройств.
26 февраля 2013 года на официальной странице компании Hardlight в социальной сети LinkedIn появилось сообщение о разработке Sonic Dash, но через некоторое время эта информация была удалена. 1 марта сотрудники Sega подтвердили существование данной игры, а 4 марта в сеть была выложена первая информация. 7 марта Sonic Dash была издана в App Store и сначала продавалась за деньги, но с 29 марта игра перешла на модель бесплатного распространения (free-to-play). Кроме того, начиная с апреля 2013 года, время от времени для платформера выпускаются обновления, добавляющие различные улучшения и исправляющие баги. 19 июля в игре было запущено первое глобальное соревнование. Игроки должны были коллективно пробежать в Sonic Dash расстояние, эквивалентное 100 кругам вокруг Земли (около 2,5 миллиона миль). По достижении цели, в игровой магазин был добавлен дополнительный персонаж ёж Шэдоу, причём все игроки, участвовавшие в забеге, получили его бесплатно.
17 сентября в Sonic Dash был добавлен новый уровень «Seaside Hill», и появилась поддержка iCloud. 26 сентября было запущено второе глобальное соревнование. На этот раз пользователям предлагалось побить персональные рекорды, набрав как можно большее количество очков; в конце соревнования была разблокирована кошка Блейз. 31 октября в игру была добавлена битва с боссом — Заззом. Выход обновления был приурочен к релизу игры Sonic Lost World, в который и дебютировал данный персонаж. 26 ноября в магазине Google Play состоялся выход версии Sonic Dash для мобильных устройств под управлением Android. Издание включало в себя почти все обновления, выпущенные к этому времени для iOS-версии, и также использовало модель бесплатного распространения.
В конце декабря было запущено очередное глобальное соревнование, которое заключалось в сборе 200 подарков, раскиданных по игре. По итогам соревнования, в январе 2014 года был разблокирован ёж Сильвер. 13 февраля в Sonic Dash был добавлен новый босс — доктор Эггман. 20 февраля стартовало очередное глобальное соревнование, в конце которого был открыт новый персонаж — летучая мышь Руж. 23 апреля состоялся запуск соревнования, посвящённого Пасхе. Цель игроков заключалась в сборе пасхальных яиц; в финале была разблокирована крольчиха Крим. 19 июня в Android-версию, в качестве игрового персонажа, был добавлен робот Андроид, изображённый на логотипе операционной системы. Сыграв им 50 раз, игрок мог разблокировать дополнительного персонажа ежа-дроида Андроника, представляющего собой того же Андроида с изменённым скином. 30 июля Sonic Dash была выпущена на смартфоны Fire Phone. Данная версия включала в себя эксклюзивного персонажа хамелеона Эспио. 3 декабря состоялся выход игры для операционных систем Windows Phone 8 и Windows 8.1.
В мае 2015 года в некоторых местах отдыха Великобритании появились аркадные автоматы под названием Sonic Dash Extreme. В отличие от остальных версий, в этом издании стартовый персонаж и локация выбираются случайным образом, а в случае поражения Эггману игра заканчивается. 11 июня того же года, на ограниченное время, были добавлены персонажи из игры Angry Birds Epic. 23 июля 2016 года, в честь 25-летия со дня выхода игры Sonic the Hedgehog, разработчики выпустили дополнение для Sonic Dash, в котором игроки могут поиграть на уровне «Green Hill» за классического Соника с внешностью 1991—1998 годов. С 1 декабря и до 28 декабря 2016 года для игры действовали дополнения, благодаря которым игроки, выполнив ряд внутриигровых миссий, могли поиграть за персонажей из серии Hello Kitty (Китти, Май Мелоди, Чококэт и Бадз-Мару). В 2018 и 2019 годах в платформере стали доступны следующие герои: кот Биг, пчела Чарми, крокодил Вектор, Метал Соник и ястреб Джет.
По данным аналитического агентства Sensor Tower, Sonic Dash стала самой популярной (400 млн скачиваний по состоянии на апрель 2020 года) и прибыльной игрой во франшизе, заработав за 6 лет $10,8 млн. (больше, чем 5 предыдущих игр о Сонике вместе взятых).

## Оценки и мнения
| Сводный рейтинг    | Сводный рейтинг |
| Агрегатор          | Оценка          |
| ------------------ | --------------- |
| GameRankings       | 69,75 %         |
| Metacritic         | 69/100          |
| Иноязычные издания |                 |
| Издание            | Оценка          |
| Destructoid        | 7/10            |
| Edge               | 5/10            |
| Eurogamer          | 6/10            |
| IGN                | 6,1/10          |
| Digital Spy        | [ 44 ]          |
| GameZebo           | [ 45 ]          |
| Pocket Gamer       | 7/10            |

Sonic Dash получила в основном положительные отзывы от критиков. На сайте-агрегаторе GameRankings рейтинг игры составляет 69,75 %, а на Metacritic — 69 баллов из 100 возможных. По состоянию на июль 2013 года Sonic Dash была загружена более 20 миллионов раз. К июню 2014 года количество скачиваний игры составило 65 миллионов, к началу 2015 года — 98 миллионов, к июню 2015 года — 100 миллионов, к июлю 2016 года — 200 миллионов, а в апреле 2020 — 400 миллионов.
Обозреватель сайта GameZebo оценил игру в 5 звёзд из 5. По мнению критика, Sonic Dash отлично удалось передать дух ранних игр серии. Рецензент похвалил скорость и графику, а единственным слабым местом игры назвал недостаток уровней. Представитель Digital Spy поставил Sonic Dash 4 звезды из 5 возможных, заявив что для бесконечного платформера, к тому же являющейся клоном Temple Run и имеющей только один уровень, имеет слегка завышенную цену, но тем не менее назвал её лучшей игрой про Соника, выпущенной на смартфонах. Обозреватель из Destructoid дал проекту 7 баллов из 10, заявив, что несмотря на недостатки реиграбельности и уровней, Sonic Dash получилась «весёлой» игрой. Гарри Слейтер из сайта Pocket Gamer назвал бесконечный платформер совершенно играбельным и оценил в 7 баллов из 10.
Однако не все критики остались довольны игрой. Рич Стэнтон из Eurogamer оценил Sonic Dash в 6 баллов из 10, подвергнув критике настойчивые предложения купить дополнительный контент. Похожее мнение высказал и обозреватель Edge, поставивший игре 5 баллов из 10 возможных. Рецензент Джастин Дэвис из IGN хоть и назвал Sonic Dash неплохой игрой, но отметил два серьёзных недостатка: платный контент, который не позволяет точно узнать победу участника, а также слишком большое количество «неминуемых смертей». В итоге он поставил 6,1 баллов из 10 возможных и отметил: «отполированная презентация и твёрдый геймплей Sonic Dash гасятся недобросовестными смертями и контентом».

### Влияние
Сюжет Sonic Dash был адаптирован № 10 журнала Sonic Super Special Magazine, который вышел в феврале 2014 года при поддержке издательства Archie Comics.
В 2015 году для мобильных устройств с операционными системами Android и iOS вышло продолжение Sonic Dash 2: Sonic Boom. По сравнению с предшественником, игровой процесс практически остался без изменений, но для игры были созданы новые уровни и дизайн персонажей, заимствованные из мультфильма «Соник Бум», и присутствует новая героиня — барсучиха Стикс.